# Wiggers van Kerchem

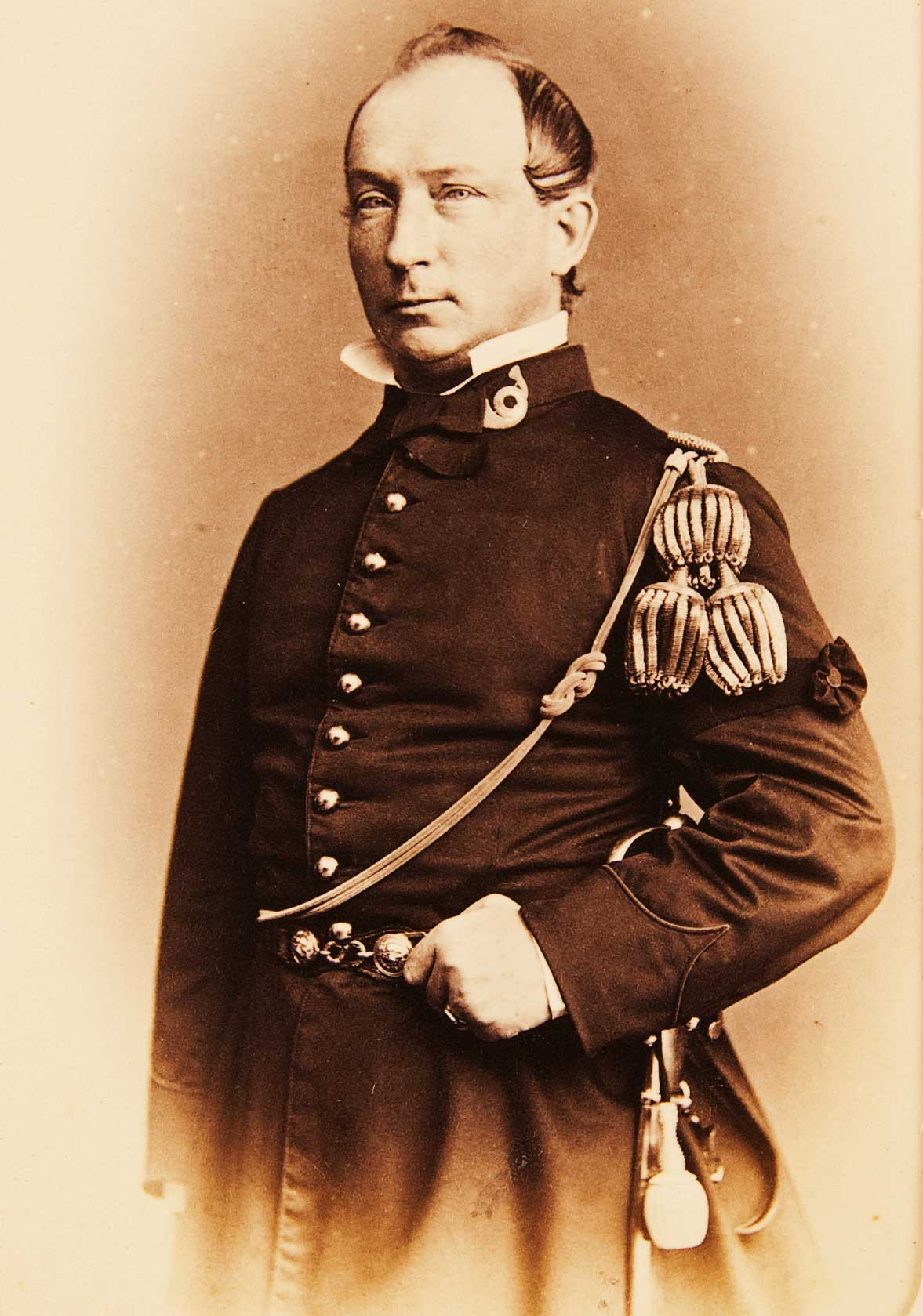
Gerardus Barend Theodoor Wiggers van Kerchem (1822–1897)

Wiggers van Kerchem is een geslacht uit Leiden dat militairen en een bankier voortbracht. Het geslacht Wiggers van Kerchem werd eind 19e eeuw opgenomen in het Stam- en Wapenboek van Aanzienlijke Nederlandsche Familiën van A.A. Vorsterman Van Oijen.

## Enkele telgen
- Gerardus Wijnandus Josephus Wiggers van Kerchem (1787–1868), majoor der infanterie, knipkunstenaar en tekenaar[1]
  - Gerardus Barend Theodoor Wiggers van Kerchem (1822–1897), generaal-majoor bij het Koninklijk Nederlandsch-Indisch Leger
  - Carel Frederik Wilhelm Wiggers van Kerchem (1826–1888), president der Javasche Bank